# Papier do pisania zwykły
Papier do pisania zwykły – rodzaj papieru w gramaturach 60-140 g/m2 przeznaczony do pisania atramentem.
Papier taki jest wytwarzany w klasach 1-8 nieprzezroczysty, w kolorze białym, chociaż również barwiony np. na papeterię. Papier do pisania zwykły stosuje się do produkcji zeszytów, notesów, formularzy itp. Musi być dobrze zaklejony, aby atrament lub tusz nie rozlewały się – od pisanej atramentem linii o grubości 1,25 mm nie powinny odchodzić zacieki. Najczęściej stosowany jest papier bezdrzewny klasy III o gramaturze 80 g/m2 i 100 g/m2 oraz klasy V i VII o gramaturach 60 g/m2 i 70 g/m2.
Zawartość wypełniacza kaolin wynosi 7-9% masy papieru. Samozerwalność liczona jako średnia w obu kierunkach nie mniejsza niż 3 km dla klasy I; 2,8 km dla klasy III; 2,5 km dla klasy V; 2 km dla klasy VII.